# Mirrors (группа)
Mirrors — английский электронный музыкальный коллектив из Брайтона, сформированный в 2008 году.
Сама группа предпочитает называть свой стиль как "электронный соул" и "поп-нуар"  с их основными инструментами — аналоговыми синтезаторами.
Их звучание схоже с Kraftwerk, Orchestral Manoeuvres in the Dark, Depeche Mode and Blancmange. Они выпустили свой дебютный альбом под названием "Lights and Offerings" в феврале 2011, он был представлен рядом синглов в 2010 и 2011 году.

## Состав
Постоянные участники:
- James New — (синтезатор и вокал)[6]
- Ally Young — (синтезатор и вокал)
- James Arguile — (синтезатор)
- Josef Page — (электронные ударные)

## Дискография

### Альбомы
- Lights and Offerings (2011)

### Мини-альбомы
- Broken by Silence (2010)

### Синглы
- "Look at Me" (2009)
- "Into the Heart" (2009)
- "Ways to an End" (2010)
- "Hide and Seek" (2010)
- "Into the Heart" (2011)
- "The White EP" (2011)
- "Look at Me" (2011)

### Промоиздания
Приведенные ниже издания были выпущены на компакт-дисках только в рекламных целях.
- Remixes (03/2010)
- Mixtape (07/2010)
- Theme Time Radio Ear II (08/2010)
- Theme Time Radio Ear III (09/2010)